# 盧茨卡教堂

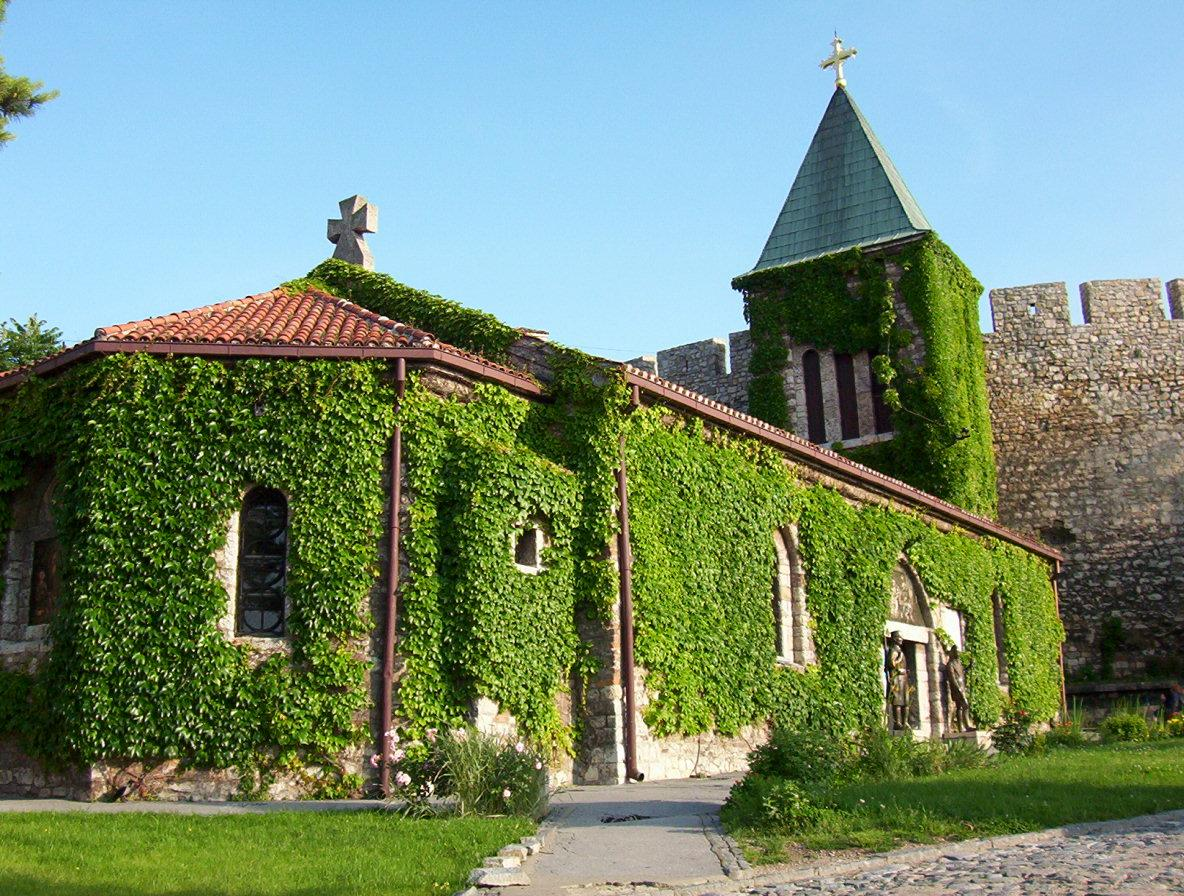
盧茨卡教堂

盧茨卡教堂是塞爾維亞首都貝爾格萊德的一座塞爾維亞正教會的教堂。該教堂所在地在史蒂芬·拉扎列維奇統治時期就建有教堂，後被奧斯曼土耳其帝國拆毀。1867年至1869年期間，這裡改建為教堂。一戰期間該教堂遭到嚴重破壞。1925年，教堂進行重建。